# 在日韓国人元従軍慰安婦謝罪・補償請求事件
在日韓国人元従軍慰安婦謝罪・補償請求事件（ざいにちかんこくじんもとじゅうぐんあいんふほしょうせいきゅうじけん、通称：在日元「慰安婦」裁判、在日韓国人裁判）は、旧日本軍の従軍慰安婦問題に関し日本政府が起こされた訴訟である。原告は旧日本軍の慰安婦に関する謝罪と賠償を求めた。
最高裁判所にて原告の敗訴が確定している。

## 概略
日本在住の在日韓国人宋神道が、第二次世界大戦中の7年間に渡り、従軍慰安婦とされ肉体的精神的苦痛を受けたと主張して、被告である国に対し、まず国際法及び民法に基づき、次いで国家賠償法に基づき、謝罪と損害賠償を求め、1993年に提訴した。
1932年から終戦時までいわゆる各地に従軍慰安所が設置され、従軍慰安婦が配置されたこと。宋が、1938年頃から終戦時まで、各地の慰安所で意に沿わないまま否応なく従軍慰安婦として軍人の相手をさせられたことは事実認定されたが、原告の請求はいずれも棄却され、確定している。
- 1993年4月3日 - 東京地方裁判所に提訴。
- 1999年10月1日 - 東京地裁は、原告側の訴えを棄却。（平成5年（ワ）第6152号）
- 2000年11月30日 - 東京高等裁判所は、原告の訴えを棄却。（平成11年（ネ）第5333号）
- 2003年3月28日 - 最高裁判所（第2小法廷）が上告を棄却。原告の敗訴が確定[1]。

## 論点

### 一審
東京地裁は、原告に関し、だまされて慰安婦として働かされたという事実およびそれが国際法上の不法行為にあたることについては認定したものの、損害賠償請求権の除斥期間（民法724条後段）が既に経過しており、請求権が消滅しているとして、訴えを棄却、請求を退けた。
また、その余の国会答弁についての名誉毀損にもとづく賠償請求や国会が賠償に関する立法を制定しなかったことにもとづく賠償請求は不法行為にあたらない（請求権自体発生していない）として否定している。
- 原告が慰安婦として受けた被害事実について、東京地裁判決で事実認定が行われている。認定は「1．争いがない事実」（国側が反論しなかった部分）、「2．原告に関して認定される事実」（争いがあった部分）の2カ所で行われ、「1．」では「1932年から終戦時までいわゆる醜業を目的として各地に従軍慰安所が設置され、従軍慰安婦が配置された」が認定された。「2．」では「宋が1938年頃から終戦時まで、各地の慰安所で意に沿わないまま否応なく従軍慰安婦として軍人の相手をさせられた。」が認定された[2]。

### 控訴審
主に損害賠償請求権が消滅したか否かについて争われた。東京高裁は被害事実を認定し、「監督者としての国が民法上の不法行為責任を負う余地もある」と述べた上で、賠償請求権は既に消滅したとして、一審同様請求を棄却した。

### 上告審
最高裁も上告を棄却した。

## その他
- 原告と裁判の様子はドキュメンタリー映画「在日朝鮮人『慰安婦』宋神道のたたかい～オレの心は負けてない」（2007年公開、監督：安海龍 95分）で見ることが出来る。
- 宋神道はこの裁判により、1997年に多田謡子反権力人権賞を受賞した。